# 杰尔马西诺
杰尔马西诺（義大利語：Germasino），曾是意大利科莫省的一个市镇。总面积18平方公里，人口242人，人口密度13.4人/平方公里（2009年）。ISTAT代码为013108。
2011年5月16日，杰尔马西诺和另外两个市镇合并为新的格拉韦多纳联合镇。